# 벨리즈 요리

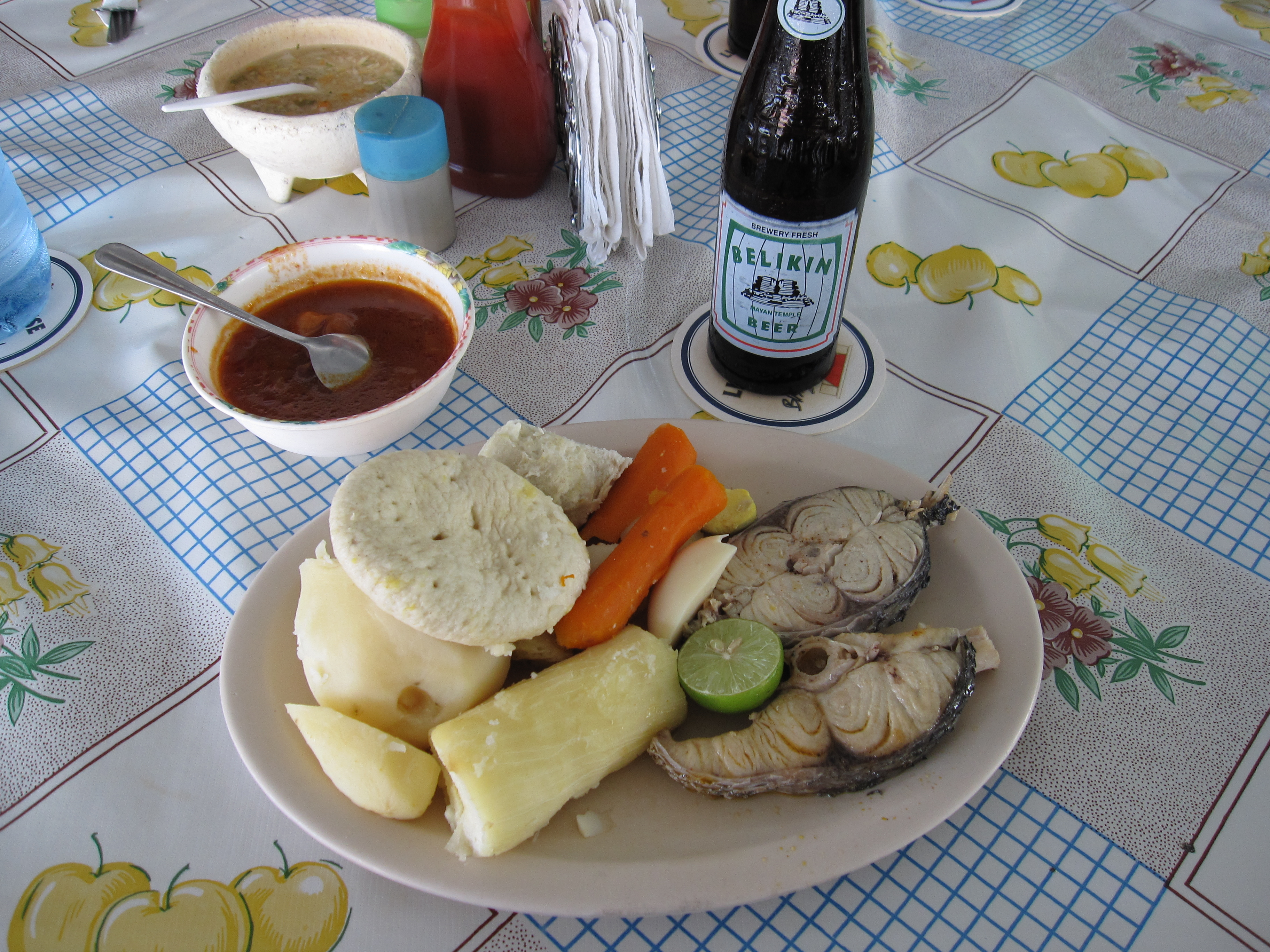
보일 업

벨리즈 요리(Belize 料理, 영어: Belizean cuisine 벌리지언 퀴진[*])는 중앙아메리카에 있는 벨리즈의 전통 요리이다. 아침 식사는 종종 직접 만든 빵, 밀가루 토르티야 또는 프라이 잭과 함께 다양한 치즈를 곁들여 먹는 경우가 많다. 모든 음식에는 종종 볶은 콩, 치즈, 다양한 형태의 달걀 등이 함께 제공되며, 우유, 커피 또는 차와 함께 시리얼도 포함된다.

## 같이 보기
- 중앙아메리카 요리
- 카리브 요리